# Мохнач (станція)
Мохна́ч — проміжна станція 5-го класу Куп'янської дирекції Південної залізниці.
Розташована у селі Тернова Чугуївського району Харківської області на лінії Зелений Колодязь — Коробочкине між станціями Зелений Колодязь (2 км) та Есхар (6 км).

## Історія
Назву станція отримала, швидше за все, від однойменного села, яке, правда, розташоване за 10 кілометрів від станції.
У 1895 році поблизу Введенки пройшла залізнична лінія Балашов — Харків і була побудована станція Мохнач. 
У травні 1920 року антибільшовицькі повстанці з сусідніх сіл захопили станцію.
Під час Другої Світової Війни станція була зруйнована. Рух відновився 18 серпня 1943 року. 
У 1971 році лінія була електрифікована. 
З січня 2006 року через станцію став курсувати новий вид транспорту — рейковий автобус. 
У 2009 році станція була реконструйована.

## Технічні характеристики
За характером та обсягом виконаних робіт станція Мохнач — проміжна і належить до 5-го класу. За добу через станцію проходить 20 пар вантажних і 8 пар пасажирських поїздів, також вона приймає та відправляє 11 пар приміських електропоїздів.